# Rugoziero
Rugoziero (ros. Ругозеро) – wieś (sieło) w Rosji, w Karelii, w rejonie mujezierskim. W 2010 liczyła 713 mieszkańców.

## Urodzeni
- Nikołaj Archipow – radziecki działacz państwowy i partyjny.